# Aleksandr Aleksandrovič Osmёrkin
Aleksandr Aleksandrovič Osmёrkin (in russo Александр Александрович Осмёркин?; Kropyvnyc'kyj, 8 dicembre 1892 – 25 giugno 1953) è stato un pittore russo, nato in Ucraina e dal 1922 di nazionalità sovietica.

## Biografia

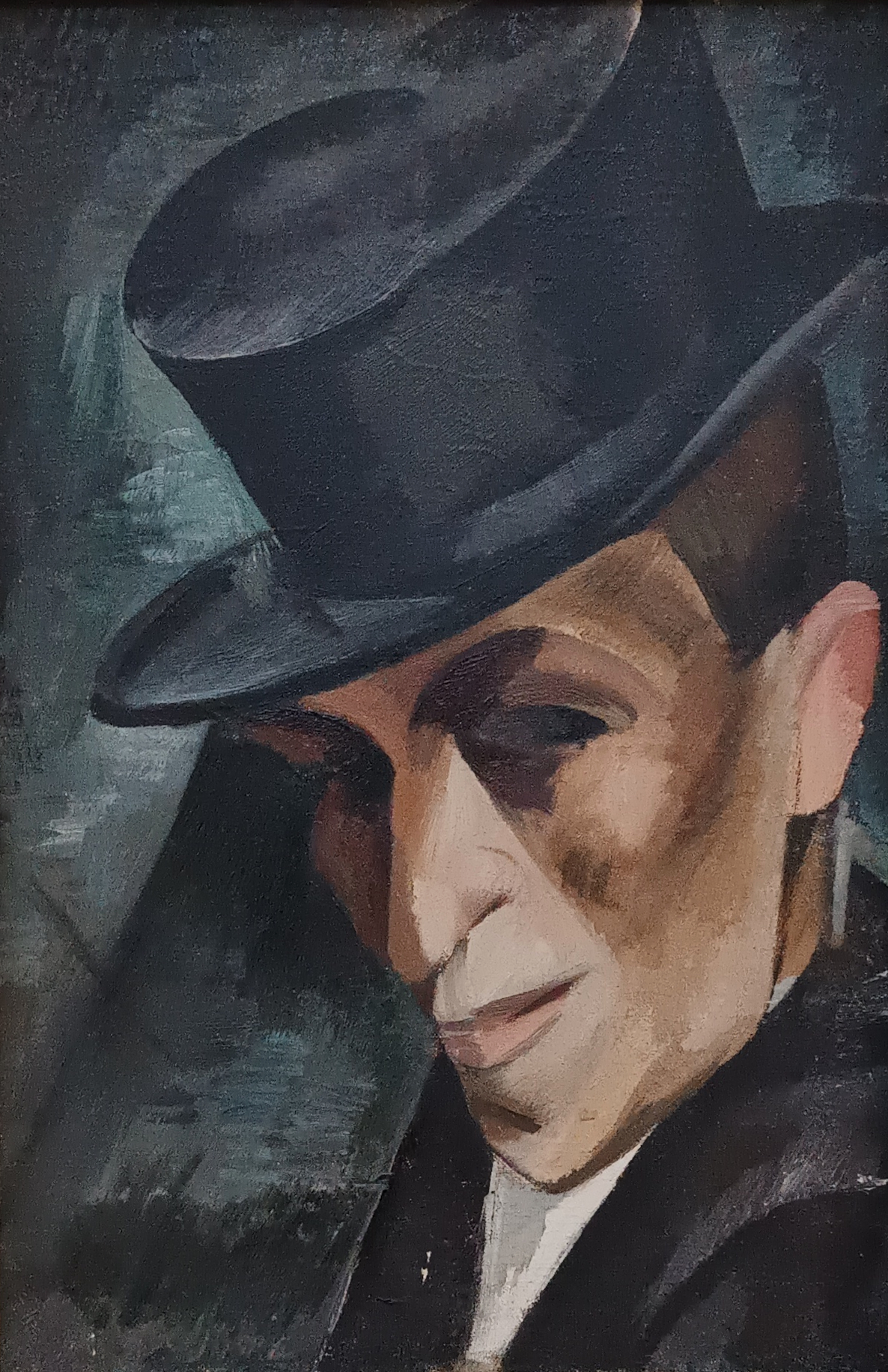
Uomo con cappello a cilindro (1915)

Nelle sue opere predominarono nature morte piene di poesia, paesaggi e ritratti, anche se insieme a loro Osmёrkin creò grandi quadri tematici. In particolare, Taverna dei sobborghi di Mosca (1926), La guardia rossa nel Palazzo d'Inverno (1927, Museo russo), Riunione comunista del diciannovesimo anno (1928, Galleria Tret'jakov).
L'atteggiamento elevato verso il mondo, il senso dell'armonia della natura e la poesia nascosta delle cose semplici ispirarono la sua creatività. Nelle sue memorie su Osmёrkin, l'artista Aleksandr Aleksandrovič Dejneka scrisse: «La sua pittura è così simile all'artista. Il paroliere morbido e spassionato, l'amante della poesia, l'uomo dell'ascolto pittorico assoluto, l'artista, privo di ogni tipo di entusiasmo, disinteressatamente innamorato dell'arte ...»
Aleksandr Aleksandrovič Osmёrkin nacque nel 1892 in Ucraina, a Kropyvnyc'kyj, in una famiglia dove si respirava un'atmosfera artistica. Figlio di un agrimensore, e soprattutto nipote di un architetto diplomato alla Scuola di pittura, scultura e architettura di Mosca, che possedeva una buona collezione di dipinti.
Osmёrkin da giovane amò il teatro, la scenografia teatrale, la poesia, soprattutto quella di Puskin.
Decise di frequentare dapprima la Scuola d'arte di Kiev (1909-1911) e poi lo studio di Il'ja Ivanovič Maškov a Mosca (1912-1913), per approfondire le sue conoscenze artistiche.
Dal 1913 in poi partecipò a numerose mostre diventando membro di associazioni quali il Fante di Quadri, assieme a Robert Rafailovič Falk, Pëtr Petrovič Končalovskij, avvicinandosi alle lezioni degli impressionisti, "Mir iskusstva", "AChRR" (Associazione degli artisti della Russia rivoluzionaria), "OMCh", (Società dei pittori di Mosca) (1925), perseguendo lo sviluppo degli insegnamenti cezanniani, ben evidenziati nelle opere Notte bianca (1927), Stanza d'albergo a Zagorsk (1946), La mensa e il campanile della Lavra (1946).
Importanti risultarono anche i dipinti per la decorazione del Teatro dei Soviet di Mosca nell'anniversario della rivoluzione d'ottobre, tra i quali Falegname con pialla (1918), Pittore con secchi (1918).
Nella ricerca dei propri mezzi espressivi nella pittura, l'artista passò dall'Impressionismo e dal Cubismo ai tentativi di creare opere rispettanti i codici artistici, e non solo, del tempo, ma non sempre queste innovazioni riuscirono perfettamente: da ricordare Il complemento comunista (1928), in cui si dedicò ad un argomento d'attualità, che però restò un po' casuale nella sua produzione complessiva, che seguì fino alla sua morte la ricerca paesaggistica della vecchia Russia.
Insegnò fino dal 1918 al 1930 al Vchutemas di Mosca, successivamente all'Istituto d'arte di Mosca intitolato a Surikov e all'Accademia russa di belle arti di Leningrado, ma nel 1948 Osmёrkin fu espulso perché accusato di Formalismo e cosmopolitismo. Durante il suo periodo di insegnamento a Leningrado ebbe, tra gli allievi, la pittrice Evgenija Petrovna Antipova.

## Opere
- Falegname con pialla (1918);
- Pittore con secchi (1918);
- Taverna dei sobborghi di Mosca (1926);
- La guardia rossa nel Palazzo d'Inverno (1927);
- Notte bianca (1927);
- Riunione comunista del diciannovesimo anno (1928);
- Stanza d'albergo a Zagorsk (1946);
- La mensa e il campanile della Lavra (1946).

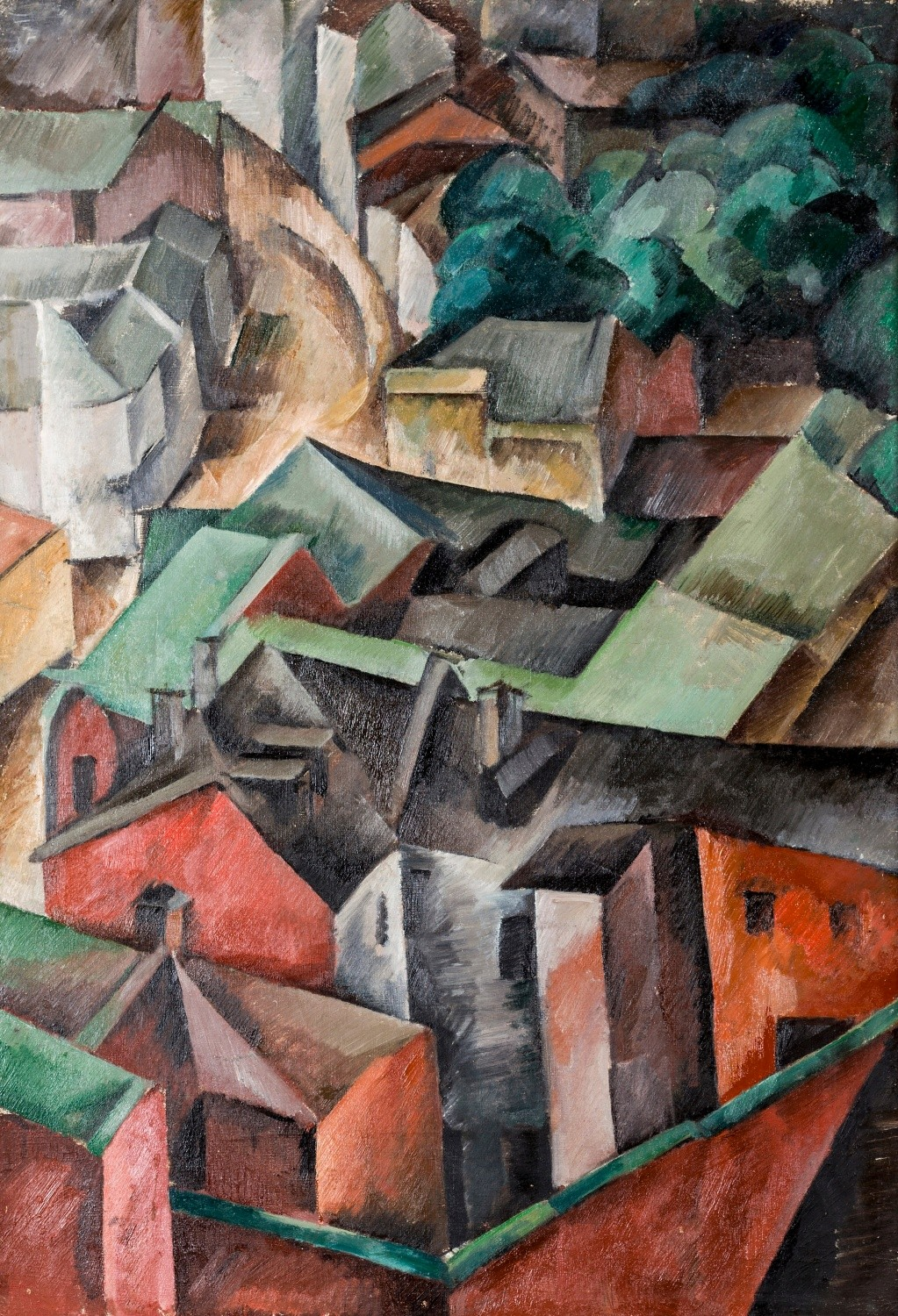
Cremlino di Rostov, 1917
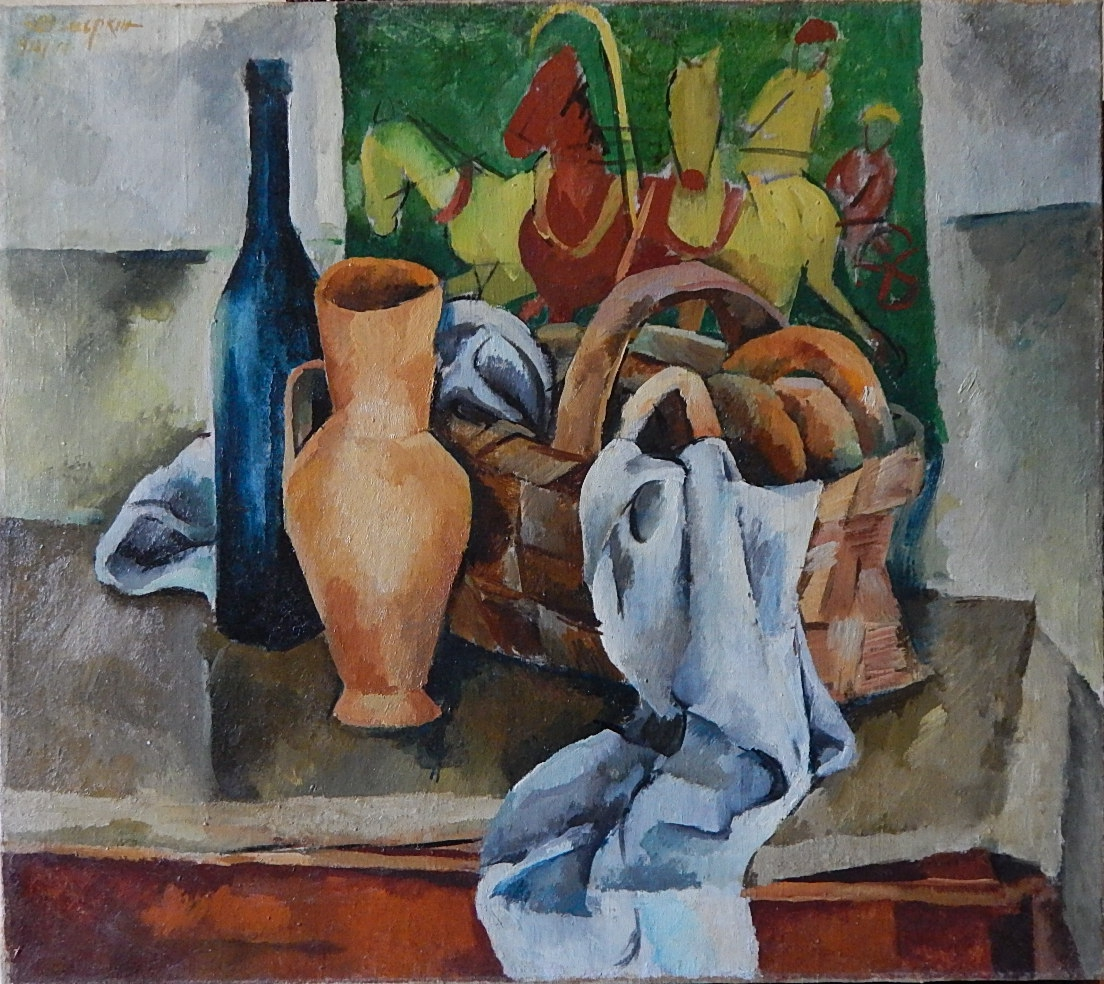
Natura morta con stampa popolare e brocca, 1921
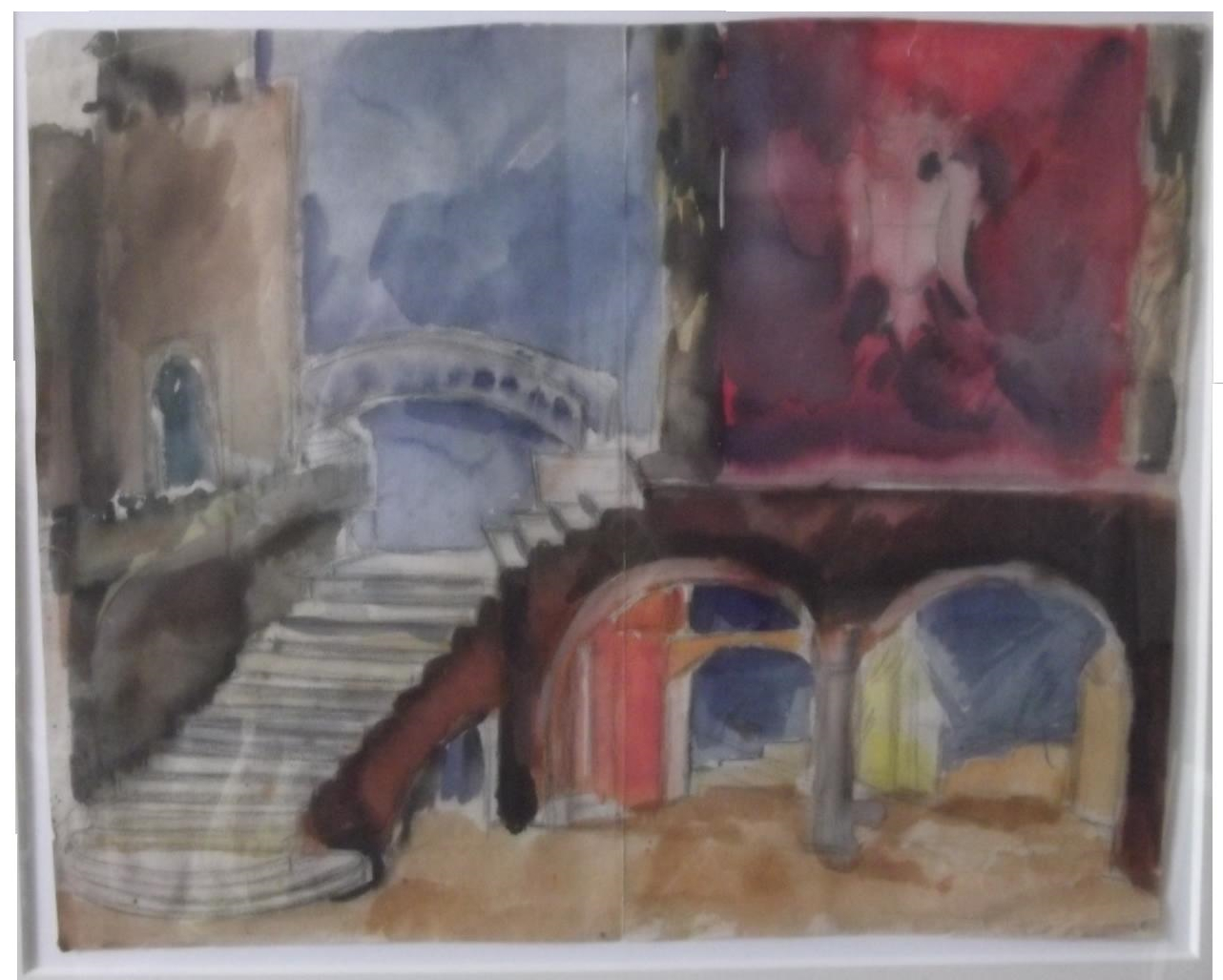
Scenografia per il dramma di Lope de Vegas Fuente Ovehuna, 1927
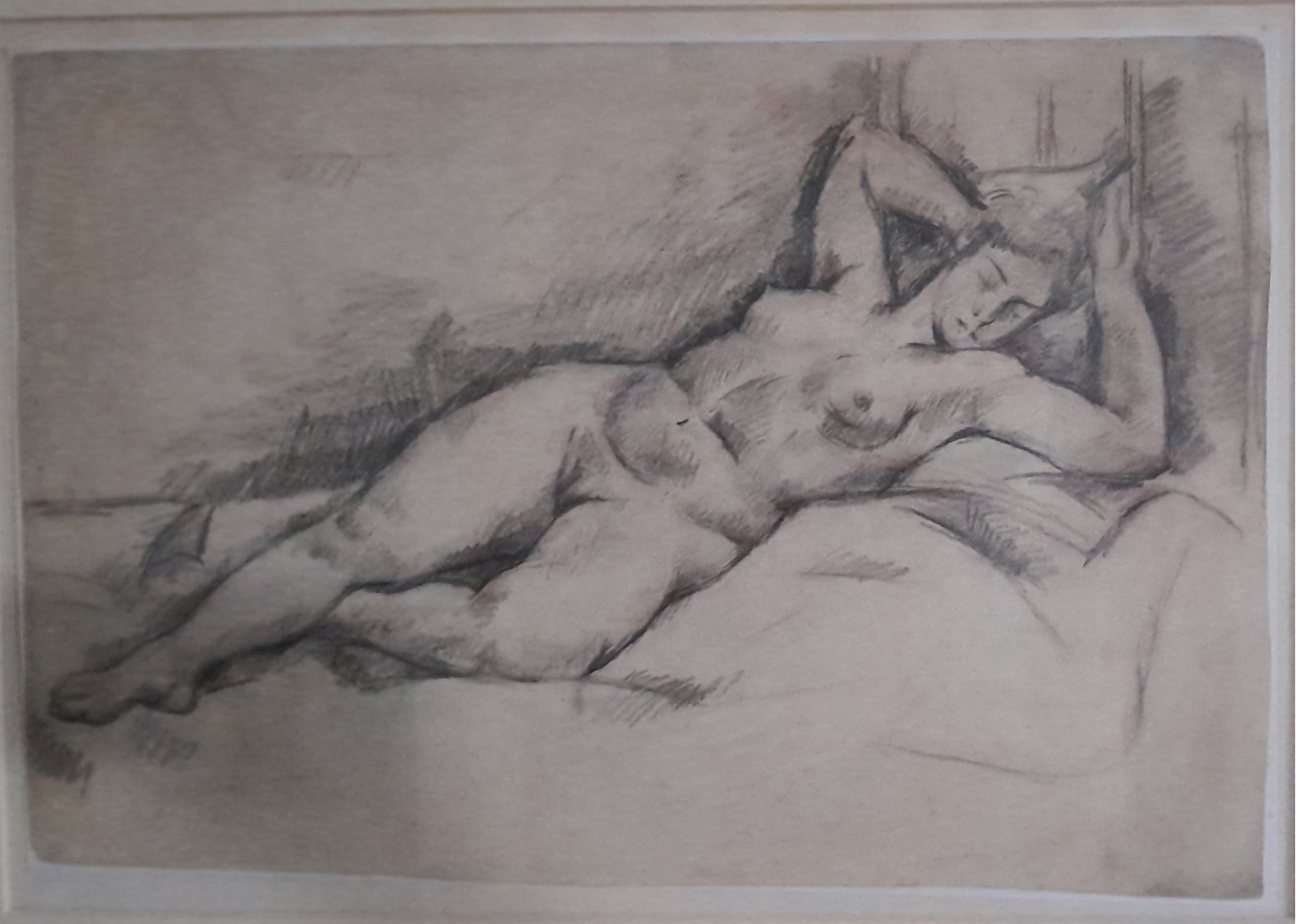
Nuda sdraiata su un fianco